# U-Bahn-Station Taubstummengasse
Taubstummengasse is een metrostation in het district Wieden van de Oostenrijkse hoofdstad Wenen. Het station werd geopend op 25 februari 1978 en wordt bediend door lijn U1.

## Ondergrondse proefbaan
Op 3 november 1969 begon op de Karlsplatz de aanleg van de Weense metro met de bouw van een overstapstation met onder meer perrons voor de nieuwe U1. Het traject ten zuiden van de Karlsplatz tot de Taubstummengasse werd vlot gerealiseerd met de openbouwputmethode zodat het als proefbaan gebruikt kon worden terwijl de rest van het metronet nog in aanbouw was. De tunnels van de proefbaan liggen in een boog en relatief ver uit elkaar in verband met een geplande aftakking onder de Wiednerhauptstraße die echter niet gerealiseerd werd. Door een keer mogelijkheid met opstelspoor voor een metrostel, ten zuiden van het perron onder de Favoritenstraße was een proefbedrijf met alle aspecten van een metrostation verzekerd.
Op 18 augustus 1973 werden de eerste metrostellen, de Silberpfeile, neergelaten in de schacht bij de Karlsplatz en op 22 september 1973 ging het proefbedrijf van start.In 1976 werd een langere bovengrondse proefbaan, later deel van de U4, voor de Silberpfeile geopend tussen Heiligenstadt en Friedensbrücke. 
Taubstummengasse hoort samen met Karlsplatz,  Südtirolerplatz – Hauptbahnhof, Keplerplatz en Reumannplatz tot de stations aan de eerste na de Tweede Wereldoorlog geopende nieuwe lijn van de Weense metro.

## Ligging en inrichting
Het station werd ontworpen volgens de richtlijnen van de Architektengruppe U-Bahn(Wilhelm Holzbauer, H. Marschalek, G. Ladstätter en B. Gantar) met een afwerking met witte panelen en biezen in de lijnkleur, in dit geval signaalrood. Het kreeg twee verdeelhallen op niveau -1 boven de uiteinden van het eilandperron, de noordelijke ligt ter hoogte van de Taubstummengasse en de zuidelijke ter hoogte van de Mayerhofgasse. De verdeelhallen, die direct onder de drukke Favoritenstraße liggen, zijn elk met een roltrap en een trap verbonden met het perron op niveau -2. De geringe ruimte bovengronds en de opvatting ten tijde van de aanleg, dat de metro gebouwd moest worden om ruimte vrij te  maken voor het wegverkeer door het openbaarvervoer over het spoor ondergronds te leggen, betekende dat er werd afgezien van een lift. Hierdoor was er in de autovriendelijke stad meer plaats voor de auto in de Favoritenstraße naar de binnenstad. Vlak bij het station liggen het Theresianum en het Funkhaus. 

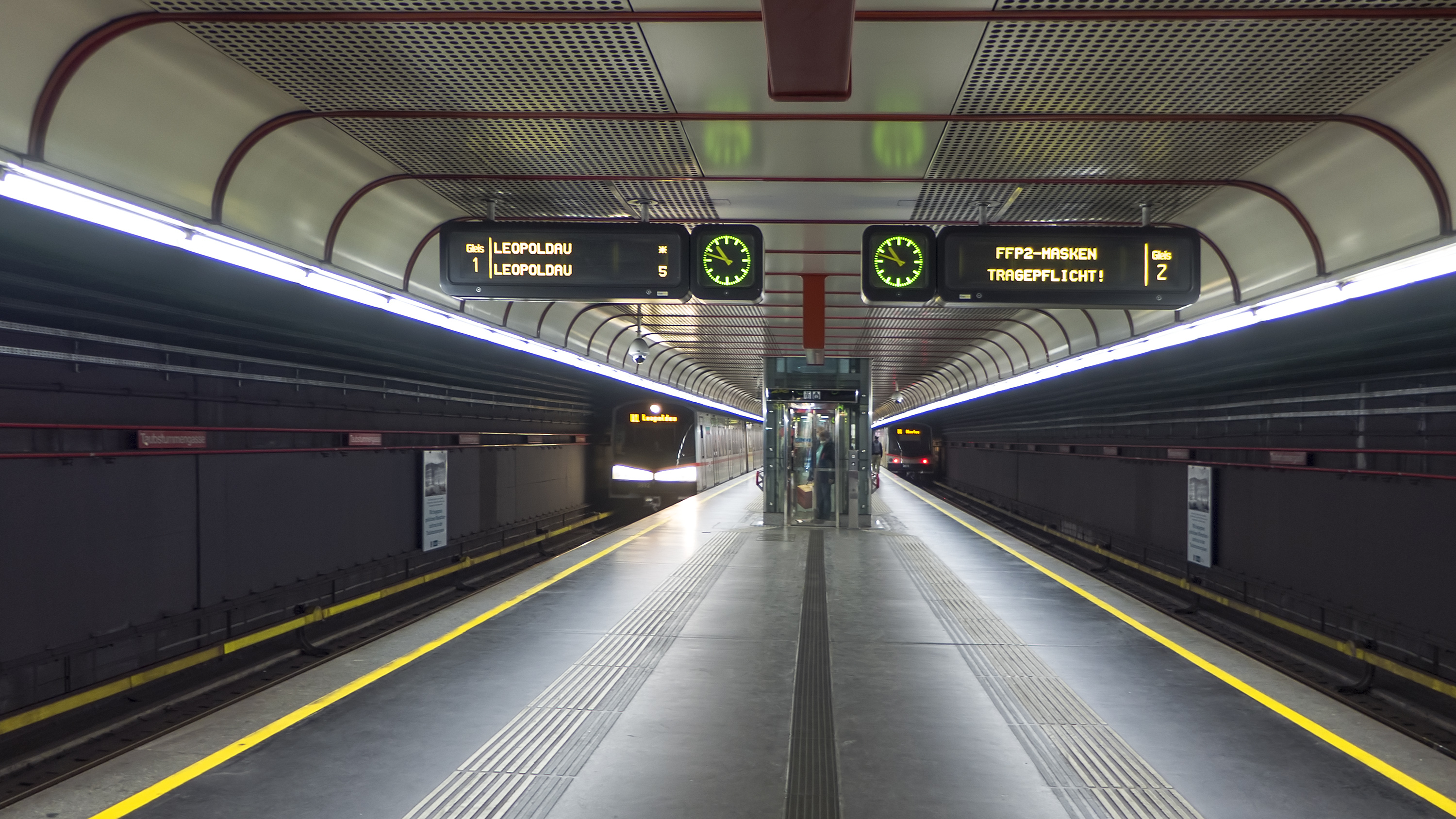
Het perron met de lift en de geleidestroken.
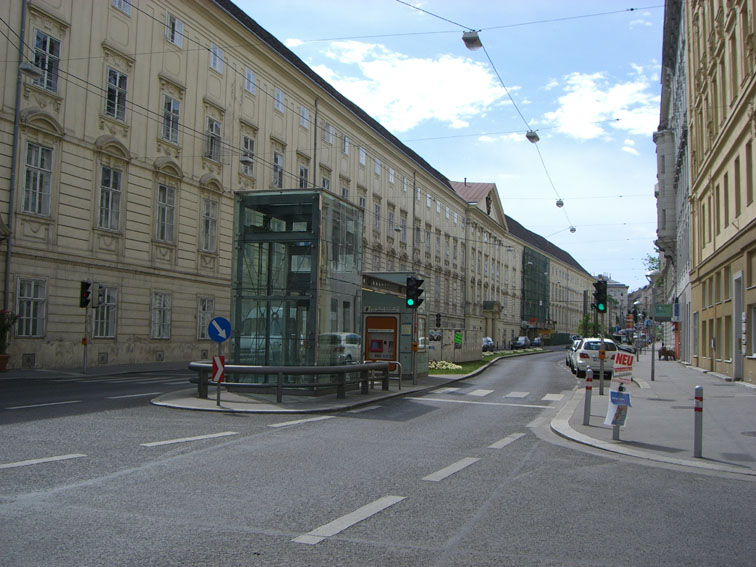
De lift op de vluchtheuvel in de Favoritenstraße

## Verbouwingen
In 1993 werd de Taubstummengasse het eerste Weense metrostation met blindengeleidestroken. Het eilandperron met toegangen aan de uiteinden leek het geschikst voor de proef met twee de ongeveer 40 cm brede stroken. De stroken bestaan uit 7 parallel lopende, ongeveer 3 cm brede, ribbels over de volle lengte van het perron. 
De roep om de metro rolstoeltoegankelijk te maken werd steeds luider en in 1995 kwam de stad Wenen met een project om de metro alsnog van liften te voorzien. Het eerste metrostation kwam echter als laatste aan de beurt en pas op 28 april 2004 was de lift, 26 jaar na de opening van het station, klaar voor gebruik. Nieuwe stations zijn standaard voorzien van een lift. De inbouw van een directe lift vanaf het eilandperron betekende bovengonds de bouw van een vluchtheuvel en daarmee een versmalling van de bovengrondse rijbanen. Om de vluchtheuvel te bereiken moesten ook verkeerslichten worden geplaatst voor de oversteek. Hierom werden liften overwogen op grotere afstand van het station die dan ondergronds via een tweede lift met het perron verbonden zouden worden. Uiteindelijk werd naar aanleiding van de ervaringen bij de Nestroyplatz toch gekozen voor een directe lift. Na de opening van de lift werd tot 5 mei 2004 gewerkt aan de aanpassing van de geleidestroken. Hoewel de stroken, ondanks lichte slijtage, nog goed bruikbaar waren werden ze deels vervangen. De stroken zijn sindsdien 10 ribbels breed en wit in plaats van zwart geschilderd.
In de zomer van 2012 werd het opstelspoor met wissels verwijderd en vervangen door een kruiswissel zodat in geval van storing de dienst niet geheel gestaakt hoeft te worden. 